# Václav Pištora
Václav Pištora (* 29. dubna 1984 Ústí nad Labem) je český občanský aktivista a podnikatel. Jeho hlavním tématem je problematika regulace hazardních her a sociálně patologických jevů spojených s jejich hraním. Věnuje se také instalacím netradičních projektů pro oživení veřejného prostoru.

## Vzdělání
V roce 2004 maturoval na obchodní akademii v Ústí nad Labem. Studoval obor English language and literature na Excel school of English v Londýně.

## Občanské aktivity

### Regulace hazardu
Dlouhodobě se věnuje tématu regulace heren ve městě Ústí nad Labem. V únoru 2014 byl primátorem města Ing. Vítem Mandíkem jmenován do funkce člena pracovní skupiny pro řešení problematiky hazardu. V září 2014 byl jmenován předsedou městské komise referenda o hernách v Ústí nad Labem. V březnu 2016 byl radou města jmenován do pracovní skupiny k vydání nové obecně závazné vyhlášky o regulaci hazardu.

#### Referendum o hernách v Ústí nad Labem
Je zakladatelem občanské iniciativy s názvem Ústí BEZ hazardu. Iniciativa od roku 2013 usiluje o vydání nové vyhlášky města Ústí nad Labem regulující herny s automaty. V červenci 2014 odevzdala ve spolupráci s hnutím PRO Ústí a nepolitickou iniciativou Bijte na poplach magistrátu 10 291 podpisů občanů pro vyvolání místního referenda o nulové toleranci heren. Magistrát Ústí nad Labem návrh referenda neuznal a o konání referenda musel rozhodnout Krajský soud Ústeckého kraje, ke kterému se iniciativa Ústí BEZ hazardu prostřednictvím právního zástupce Pavla Uhla odvolala.
 Město se rozhodnutí Krajského soudu dále bránilo kasační stížností u Nejvyššího správního soudu v Brně, kterou soud nakonec v plném rozsahu zamítl a potvrdil platnost vyhlášení referenda. Vedení města také podalo trestní oznámení na neznámého pachatele pro údajné falšování 192 podpisů na podpisových listinách.
K prvnímu referendu v historii města Ústí nad Labem přišlo souběžně s komunálními volbami ve dnech 10. a 11. října 2014 13 400 lidí a 92,3 % z nich hlasovalo pro zákaz heren. Při hlasování občanů tedy byla splněna zákonná podmínka nadpoloviční většiny hlasujících pro rozhodnutí, ale nebyla naplněna zákonná podmínka 35 % účasti oprávněných voličů pro závaznost referenda.
Zákaz provozu automatů v hernách na území města přijalo zastupitelstvo Ústí nad Labem dne 24. května 2021.

### Veřejný prostor

#### Piano v Ústí nad Labem
V únoru 2014 umístil projekt pražského kavárníka Ondřeje Kobzy s názvem Piana na ulici na hlavní vlakové nádraží v Ústí nad Labem. V červnu 2015 instaloval piano na Kostelní náměstí k OC FORUM. V červenci 2016 ve spolupráci s vedením města umístil piano v dřevěném přístřešku do atria magistrátu města mezi Lidické a Mírové náměstí.

#### Šachy v Ústí
V srpnu 2015 ve spolupráci se spolkem Piana na ulici nainstaloval do veřejného prostoru Ústí nad Labem šachové stolky pro veřejnost.

#### Pinčes ve městě
V srpnu 2015 oznámil záměr realizovat svůj první zcela vlastní projekt oživení veřejného prostoru. Akce nese název Pinčes ve městě. Jedná se o instalaci ping-pongových stolů na veřejná prostranství, primárně do sídlišť. Odtud chce projekt šířit do celé republiky s ambicí navrátit tradici hraní stolního tenisu pod širým nebem.

## Politická kariéra
V červenci roku 2012 se stal členem politické strany LIDEM - liberální demokraté, která se na sjezdu v únoru 2014 transformovala do strany VIZE 2014. V květnu 2014 oznámil vystoupení ze strany VIZE 2014 a v současnosti není členem žádné politické strany. Ve volbách do Evropského parlamentu v roce 2014 kandidoval na 22. místě kandidátky strany VIZE 2014.
PRO! ÚSTÍ
V červnu 2014 oznámil spolupráci s platformou PRO! ÚSTÍ, za kterou kandidoval v komunálních volbách 2014 v Ústí nad Labem jako nestraník. PRO! ÚSTÍ ve volbách získalo 17,4 % hlasů a utvořilo koalici s vítězným hnutím ANO. Ve volbách získal post prvního náhradníka do zastupitelstva města Ústí nad Labem za PRO! ÚSTÍ, a také do zastupitelstva centrálního obvodu Ústí nad Labem.

## Podnikání
V roce 2011 v Praze založil společnost PVJ GROUP, spol. s r.o., kde působí jako jednatel. 